# Hippolytidae
Gli Hippolytidae Spence Bate, 1888 sono una famiglia di crostacei decapodi appartenenti alla superfamiglia Alpheoidea.

## Generi
- Bythocaris G. O. Sars, 1870
- Calliasmata Holthuis, 1973
- Caridion Goës, 1863
- Chorismus Bate, 1888
- EualusThallwitz, 1892
- Exhippolysmata Stebbing, 1915
- Heptacarpus Holmes, 1900
- Hetairus
- Hippolysmata
- HippolyteLeach, 1814
- LatreutesStimpson, 1860
- LebbeusWhite, 1847
- LysmataRisso, 1816
- MerhippolyteBate, 1888
- ParhippolyteBorradaile, 1899
- Saron (zoologia)Thallwitz, 1891
- Spirontocaris Bate, 1888
- Thinora Bruce, 1998
- ThorKingsley, 1878
- Thoralus
- TozeumaStimpson, 1860
- Trachycaris Calman, 1906